# 백적
백적(白狄, 白翟)은 중국 춘추 시대에 존재한 부족이다.

## 역사
북적에 속하며, 희성(姬姓)이다. 흰색[白]을 숭상하여 백적이란 이름이 붙었다. 현재의 산시성 북부 일대에서 주로 활동하였고, 선우씨(鮮虞氏), 비씨(肥氏), 고씨(鼓氏), 구유씨(仇由氏)의 4개 씨족을 포괄한다. 백적과 관련있는 사료는 비교적 적어 현재 백적에 대한 해석은 한계가 있다.
진(秦)나라와 진(晉)나라의 사이에 위치하였고, 두 나라의 패권 경쟁 때 한번은 진(晉)나라 편에, 한번은 진(秦)나라 편에 참여하기도 하였다. 또한 백적은 진(晉)나라와 인척 관계가 있는데 진 문공이 망명하여 기거한 적국(翟國)이 바로 백적이다. 《관자·소광편(小匡篇)》에도 제 환공이 '서쪽으로 백적의 땅을 정벌해 물리쳤다[西征攘白狄之地]'고 기록되었다.
기원전 601년 이후 백적은 원래 거주지에서 쫓겨 점차 동쪽으로 이동하였고, 기원전 6세기 중엽에 이르러 현재의 산베이(陝北) 지역을 떠나 지금의 산시성 동북쪽의 위현과 허베이성 스자좡시 주위 지역으로 옮겼다. 그중 선우씨가 훗날의 중산국으로 발전했다.
현재 학계에서는 춘추 시대 중기·후기부터 시작된 산시성 칭젠현의 리자야(李家崖) 문화의 동주묘(東周墓)가 하서(河西) 백적의 유적에 해당된다고 여긴다.